# Earth Surface Mineral Dust Source Investigation
Pour la localité de Caroline du Nord, voir Emit.
Earth Surface Mineral Dust Source Investigation plus communément désigné par son acronyme EMIT est un instrument développé par l'agence spatiale américaine, la NASA. 
EMIT est un spectroscope imageur fonctionnant en lumière visible et proche infrarouge qui est installé à bord de la Station spatiale internationale. L'objectif est mesurer la composition minérale des régions qui produisent de la poussière à la surface de Terre. Ces caractéristiques doivent permettre de mieux mesurer l'impact de ces particules sur le climat aujourd'hui et dans le futur. EMIT fait partie des missions de la NASA de la classe Earth Venture et il a été sélectionné en 2018 et placé en orbite en juillet 2022.

## Contexte
Lorsque des vents puissants soulèvent la poussière produite par des roches tels que les calcites et les chlorites, ces particules en suspension peuvent être déplacées sur des milliers de kilomètres jusqu'à d'autres continents. La poussière peut selon le cas réchauffer ou refroidir l'atmosphère et la surface de la Terre. La mesure de ces effets sont au cœur de la mission EMIT. Cette poussière peut avoir d'autres effets sur notre planète : elle peut par exemple favoriser la formation des nuages ou changer la chimie de l'atmosphère. Lorsque cette poussière retombe sur le sol ou dans les océans elle peut fournir des nutriments favorisant la croissance des écosystèmes. Lorsqu'elle retombe sur la neige ou la glace, elle favorise l'absorption du flux lumineux et accélère  la fonte. La poussière d'origine minérale peut également réduire la visibilité et affecter la santé des hommes.
Les scientifiques savent que la majorité de la poussière minérale transportée dans l'atmosphère de la Terre provient des régions arides ou désertiques. Par contre la composition des minéraux transportés par le vent est connue avec moins de précision. Or les différents types de minéraux affectent de manière variable l'environnement. Pour mieux comprendre comment cette poussière affecte la Terre, ils doivent donc mesurer avec précision la provenance de celle-ci. Les données collectées permettront de dresser une carte des régions à la source de la poussière et d'améliorer les modèles utilisés par les scientifiques pour estimer l'effet de réchauffement (poussière sombre produite à partir de minéraux ferreux) ou de refroidissement (poussière claire issue de minéraux argileux) de la Terre aujourd'hui et dans le futur.

## Objectifs
L'objectif principal de la mission est de mieux mesurer l'effet de réchauffement ou de refroidissement produit par la poussière en suspension dans l'atmosphère. L'objectif secondaire est d'estimer dans quelle mesure le climat futur peut modifier la quantité de poussière présente dans l'atmosphère. Pour remplir ces objectifs, EMIT utilise un spectroscope imageur qui permettra de mesurer la lumière visible et infrarouge (proche) réfléchie par la surface de la Terre. Les données collectées fourniront une signature spectrale des différentes régions émettant des poussières.

## Historique
EMIT fait partie avec PREFIRE des deux projets sélectionnés début 2018 pour constituer la quatrième mission de la classe Earth Venture. Ces missions de l'agence spatiale américaine, la NASA sont caractérisées par des couts faibles associés à des risques élevés et relèvent du domaine de l'observation de la Terre. La mission proposée par le Jet Propulsion Laboratory est dirigée par Robert O. Green chercheur au sein de cette organisation. L'instrument a été tansféré en orbite par un cargo spatial de SpaceX le 14 juillet 2022 et installé sur la plateforme externe ExPRESS Logistics Carrier (ELC 1) de la Station spatiale internationale qui orbite autour de la Terre. La durée initiale de la mission est de 1 an.

## Caractéristiques techniques de l'instrument
L'instrument EMIT est un spectromètre imageur qui analyse la lumière visible et proche infrarouge (bande spectrale de 0,38 à 2,5 microns) à l'aide d'un détecteur de 1280 pixels. L'image se forme par balayage découlant du mouvement de la station spatiale. La résolution spectrale est de 7,4 nanomètres. Le rayonnement est collecté par un télescope optique à deux miroirs (focale de F/1.8 et ouverture de 110 millimètres) et est décomposé par un bloc de Dyson.  